# Seznam kazahstanskih tenisačev
Seznam kazahstanskih tenisačev.

## B
- Aleksander Bublik

## D
- Ana Danilina
- Zarina Dijas

## G
- Andrej Golubjev

## H
- Timur Habibulin

## K
- Aleksej Kedriuk
- Kamila Kerimbajeva
- Mihail Kukuškin

## N
- Aleksander Nedovjesov

## P
- Dmitrij Popko
- Julija Putinceva

## R
- Jelena Ribakina

## Š
- Jaroslava Švedova

## V
- Galina Olegovna Voskobojeva